# Скирки
Скирки — деревня в Максатихинском районе Тверской области. Входит в состав Зареченского сельского поселения.

## География
Расположена в 23 км на юго-запад от районного центра посёлка Максатиха.

## История
В 1864 году в селе Скирки была построена деревянная Троицкая церковь с 2 престолами.
В конце XIX — начале XX века село входило в состав Рыбинской волости Бежецкого уезда Тверской губернии. 
С 1929 года деревня входила в состав Воздвиженского сельсовета Максатихинского района Бежецкого округа Московской области, с 1935 года — в составе Калининской области, с 2005 года — в составе Ривицкого сельского поселения, с 2014 года — в составе Зареченского сельского поселения.

## Население
| 1859 | 1887 | 2002 | 2008 | 2010 |
| ---- | ---- | ---- | ---- | ---- |
| 205  | ↗281 | ↘5   | ↗13  | ↘1   |

## Достопримечательности
В селе расположена недействующая деревянная Церковь Троицы Живоначальной (1864).